# Ciara
Ciara Princess Harris, känd under förnamnet Ciara, född 25 oktober 1985 i Austin i Texas, är en amerikansk R&B-sångerska, låtskrivare, dansare, modell och skådespelerska.

## Biografi

### Tidiga år
Ciara är enda barnet till Carlton och Jackie Harris. Eftersom hennes far var med i USA:s militärkår växte hon upp på många olika ställen, inklusive städer i Tyskland, New York, Utah, Kalifornien, Arizona och Nevada. Ciara har tyskt och irländskt påbrå. När hon var i tonåren flyttade hon med sin familj till Atlanta. I intervjuer har hon sagt att hon blev inspirerad till att satsa på musiken när hon en dag såg Destiny's Child uppträda i TV. Detta ledde till att hon gick med i bandet Hearsay och började arbeta som låtskrivare. På grund av interna svårigheter lämnade hon dock snart gruppen, men 2003 fick hon ett solokontrakt med LaFace Records, samma år som hon gick ut Riverdale High School i Georgia.

### 2004–2006
Ciaras första album, Goodies, släpptes 2004 i USA och 2005 i Storbritannien, och blev en stor kommersiell framgång. En anledning var att hennes första singel, "Goodies", med Jazze Pha låg på Billboardlistans första plats i sju veckor. Den blev även en stor internationell hit. Senare släpptes hitsinglarna "1,2 Step" med Missy Elliott och "Oh" med Ludacris. Hon släppte även singlar tillsammans med andra artister, exempelvis "Lose Control" med Missy Elliott, som låg på tredje plats på Billboard Hot 100 i USA under några veckor och resulterade i Ciaras första Grammy Award. Sista singeln från albumet Goodies släpptes under hösten 2005, och hette "And I". Det var den första singeln som Ciara gav ut som soloartist som hon hade skrivit helt själv. Singeln blev dock en flopp, och nådde endast plats 96 på Billboard.
Ciaras andra album, Ciara: The Evolution, släpptes 2006 i USA, och 2007 i Storbritannien. I USA var "Get Up" med Chamillionaire den första singeln, och den nådde plats 7 på listan i USA, samt plats 5 i Nya Zeeland. Senare under 2006 släpptes singeln "Promise", som hamnade på plats 11 i USA, men på plats 1 på R&B-listan. Hennes första internationella singel blev "Like a Boy", som hamnade på flera listor i Europa, bland annat i Storbritannien där den nådde plats 16 när den släpptes i mars 2007. Sista singeln från The Evolution blev "Can't Leave 'Em Alone", som släpptes i maj 2007 och nådde plats 40 i USA.

### 2009 och framåt
Den 5 maj 2009 släpptes Ciaras tredje album, Fantasy Ride. Albumet skulle egentligen ha släppts redan sommaren 2008, men eftersom Ciara kände att albumet behövde mer arbete sköts utgivningen upp. Hon släppte även radiosinglarna "Ahh" med J-Hood och "High Price" med Ludacris, som dock inte platsade på någon topplista.
Hösten 2008 släppte Ciara "Go Girl" med T-Pain, som en så kallad promosingel i USA, och den nådde plats 78 på Bilboard Hot 100. I januari 2009 släpptes den andra singeln från albumet, "Never Ever" med Young Jeezy producerad av Polow Da Don som även producerat låtar som "Love In This Club" med Usher och Keri Hilsons "Turnin Me On". "Never Ever" låg på musiklistor i USA och Kanada samt diverse Itunes listor men klarade aldrig att klättra över topp 40 på dem.
Den 3 mars 2009 släppte Ciara en ny singel, "Love Sex Magic" med Justin Timberlake i USA och den skickades till radiostationer över hela landet. Låten har beskrivits som hennes potentiellt största hit hittills.
I december 2010 släppte Ciara sitt fjärde studioalbum, Basic Instinct.
Under 2016 förlovade och gifte hon sig med Russel Wilson, quarterback i Seattle Seahawks.

## Diskografi

### Album
| År   | Information                                            | Listpositioner | Listpositioner | Listpositioner | Listpositioner | Listpositioner | Antal sålda exemplar samt certifikat                                                               |
| År   | Information                                            | U.S.           | UK             | CAN            | AUS            | GER            | Antal sålda exemplar samt certifikat                                                               |
| ---- | ------------------------------------------------------ | -------------- | -------------- | -------------- | -------------- | -------------- | -------------------------------------------------------------------------------------------------- |
| 2004 | Goodies - Format: CD, digital nedladdning              | 3              | 26             | —              | 46             | 67             | - CRIA certification: Platinum - RIAA: 3x Platinum - Sålda, USA: 2 748 000 - Sålda, globalt: 5 000 |
| 2006 | Ciara: The Evolution - Format: CD, digital nedladdning | 1              | 17             | –              | 76             | 32             | - RIAA: Platinum - Sålda, USA: 1 300 000 - Sålda, globalt: 1 300 000                               |
| 2009 | Fantasy Ride - Format: CD, digital nedladdning         | 3              | 9              | 22             | 39             | 77             | - Sålda, USA: 195 000 - Sålda, globalt: TBR                                                        |
| 2010 | Basic Instinct - Format: CD, digital nedladdning       | 44             | —              | —              | —              | —              | - Sålda, USA: 116 000                                                                              |
| 2013 | Ciara - Format: CD, digital nedladdning                | 2              | 42             | 21             | 35             | —              | - Sålda, USA: 208 000                                                                              |
| 2015 | Jackie - Format: CD, digital nedladdning               | 17             | 46             | —              | 53             | —              | - Sålda, USA: 62 000 - Sålda, globalt: 110 000                                                     |

### Singlar
| År | Sång                                                      | Toppositioner  | Toppositioner  | Toppositioner  | Toppositioner  | Toppositioner  | Toppositioner  | Toppositioner  | Toppositioner  | Toppositioner  | Toppositioner  | Toppositioner  | Toppositioner  | Album                                     |                |                |
| År | Sång                                                      | U.S.           | U.S. R&B       | U.S. Pop       | UK             | AUS            | CAN            | IRL            | NZ             | GER            | FRA            | SWI            | SWE            | Album                                     |                |                |
| Som soloartist | Som soloartist                                            | Som soloartist | Som soloartist | Som soloartist | Som soloartist | Som soloartist | Som soloartist | Som soloartist | Som soloartist | Som soloartist | Som soloartist | Som soloartist | Som soloartist | Som soloartist                            | Som soloartist | Som soloartist |
| --- | --------------------------------------------------------- | -------------- | -------------- | -------------- | -------------- | -------------- | -------------- | -------------- | -------------- | -------------- | -------------- | -------------- | -------------- | ----------------------------------------- | -------------- | -------------- |
| 2004 | "Goodies" (med Petey Pablo)                               | 1              | 1              | 1              | 1              | 19             | 1              | 4              | 10             | 10             | 27             | 10             | 39             | Goodies                                   |                |                |
| 2004 | "1, 2 Step" (med Missy Elliott)                           | 2              | 4              | 1              | 3              | 2              | 1              | 3              | 2              | 7              | 31             | 5              | 23             | Goodies                                   |                |                |
| 2005 | "Oh" (med Ludacris)                                       | 2              | 2              | 6              | 4              | 7              | 49             | 7              | 5              | 7              | 48             | 11             | —              | Goodies                                   |                |                |
| 2005 | "And I" 1                                                 | 96             | 27             | —              | —              | —              | —              | —              | —              | —              | —              | —              | —              | Goodies                                   |                |                |
| 2006 | "Promise" 1                                               | 11             | 1              | 40             | —              | —              | —              | —              | —              | —              | —              | —              | —              | Ciara: The Evolution                      |                |                |
| 2007 | "Like a Boy"                                              | 19             | 6              | 27             | 16             | 72             | 46             | 11             | 29             | 29             | 10             | 16             | 8              | Ciara: The Evolution                      |                |                |
| 2007 | "Can't Leave 'Em Alone" (med 50 Cent) 2                   | 40             | 10             | —              | 109            | —              | —              | —              | 4              | 44             | —              | 67             | —              | Ciara: The Evolution                      |                |                |
| 2009 | "Never Ever" (med Young Jeezy) 1                          | 66             | 9              | —              | —              | —              | —              | —              | —              | —              | —              | —              | 25             | Fantasy Ride                              |                |                |
| 2009 | "Love Sex Magic" (med Justin Timberlake)                  | 10             | 83             | 10             | 5              | 5              | 6              | 4              | 6              | 7              | 8              | 11             | 3              | Fantasy Ride                              |                |                |
| 2009 | "Like a Surgeon" 1/^                                      | —              | 59             | —              | —              | —              | —              | —              | —              | —              | —              | —              | —              | Fantasy Ride                              |                |                |
| 2009 | "Work" (med Missy Elliott) 3/^                            | —              | —              | —              | 71             | —              | —              | —              | —              | —              | —              | —              | —              | Fantasy Ride                              |                |                |
| Soundtrack / annat |                                                           |                |                |                |                |                |                |                |                |                |                |                |                |                                           |                |                |
| 2006 | "Get Up" (med Chamillionaire) 2                           | 7              | 10             | 13             | 189            | —              | —              | —              | 5              | 29             | —              | 17             | —              | Step Up Soundtrack / Ciara: The Evolution |                |                |
| som gästsångare |                                                           |                |                |                |                |                |                |                |                |                |                |                |                |                                           |                |                |
| 2005 | "Like You" (Bow Wow med Ciara)                            | 3              | 1              | 9              | 19             | 16             | —              | 4              | —              | 39             | —              | 72             | —              | Wanted                                    |                |                |
| 2005 | "Lose Control" (Missy Elliott med Ciara och Fatman Scoop) | 3              | 6              | 2              | 7              | 7              | —              | 1              | 2              | 25             | —              | 21             | 43             | The Cookbook                              |                |                |
| 2006 | "So What (Field Mob med Ciara)                            | 10             | 4              | 13             | 56             | 40             | —              | —              | —              | —              | —              | —              | —              | Light Poles and Pine Trees                |                |                |
| 2007 | "Promise Ring" (Tiffany Evans med Ciara)                  | 101            | 66             | —              | —              | —              | —              | —              | —              | —              | —              | —              | —              | Tiffany Evans                             |                |                |
| 2008 | "Stepped On My J'z" (Nelly med Ciara och Jermaine Dupri)  | 90             | 104            | —              | —              | —              | —              | —              | —              | —              | —              | —              | —              | Brass Knuckles                            |                |                |
| 2008 | "Just Stand Up!" (med olika kvinnliga artister)           | 11             | 57             | 18             | 26             | 38             | 10             | 11             | 19             | —              | —              | —              | 51             | Charity Single                            |                |                |
| 2009 | "Takin' Back My Love" (Enrique Iglesias med Ciara) 3      | —              | —              | —              | 12             | —              | —              | 7              | —              | 9              | 2              | 25             | 40             | Greatest Hits                             |                |                |
| |                                                           | U.S.           | U.S. R&B       | U.S. Pop       | UK             | AUS            | CAN            | IRL            | NZ             | GER            | FRA            | SWI            | SWE            |                                           |                |                |
| | Listettor                                                 | 1              | 3              | 2              | 1              | —              | 2              | 1              | —              | —              | —              | —              | —              |                                           |                |                |
| | Topp 10 hits                                              | 8              | 11             | 5              | 5              | 4              | 4              | 6              | 7              | 3              | 1              | 2              | 1              |                                           |                |                |
| | Topp 40 hits                                              | 12             | 13             | 10             | 9              | 8              | 4              | 9              | 9              | 7              | 4              | 6              | 5              |                                           |                |                |
| "—" Markerar att låten inte kom med på listan eller inte släpptes i det landet. 1 Endast släppt i Nordamerika. 2 I Europa endast digital nedladdning, misslyckades med att komma in på listan. 3 Ej släppt i Nordamerika. 4 Släppt som promotion singel i Nordamerika, bara som singel på den japanska versionen av Fantasy Ride. ^ Listförändringar / "TBR" = förkortning av engelskans "to be released"/ x = Listan var inte tillgänglig vid den tidpunkten. |                                                           |                |                |                |                |                |                |                |                |                |                |                |                |                                           |                |                |